# Anilios guentheri
Anilios guentheri — вид змій родини сліпунів (Typhlopidae). Ендемік Австралії.

## Поширення і екологія
Anilios guentheri поширені від регіону Кімберлі в Західній Австралії до регіону Топ-Енд на Північній Території. Вони живуть на сухих луках, що ростуть на червоних ґрунтах.